# 王允成 (萬曆舉人)
王允成（?—?），字述文，山西泽州（今山西省晋城市）人，明朝政治人物。

## 生平
万历年间，王允成中乡举，担任获鹿知县。因治行卓异，擢升为南京御史。疏论辽东失事诸臣，请正刑罚。明熹宗即位，陈奏保治十事，论“梃击”、“移宫”事。天启年间，宦官刘朝、魏忠贤与客氏相倚为奸。他上疏历数其罪。魏忠贤对他恨之切齿。他再弹劾魏忠贤，魏忠贤更加恨他，赵南星为吏部，调他到北京。不久，赵南星被逐，御史张讷弹劾调王允成非法，除名。《东林点将录》中把其列为：“天平星船火儿南京广东道御史王允成 ” 。再被弹劾贪险坐赃私罪，被削籍。崇祯初年，复官，不久去世。